# Bassaniana utahensis
Bassaniana utahensis är en spindelart som först beskrevs av Willis J. Gertsch 1932.  Bassaniana utahensis ingår i släktet Bassaniana och familjen krabbspindlar. Inga underarter finns listade.